# Bodilus beduinus
Bodilus beduinus är en skalbaggsart som beskrevs av Edmund Reitter 1892. Bodilus beduinus ingår i släktet Bodilus och familjen Aphodiidae. Inga underarter finns listade.